# Folkia boudewijni
Folkia boudewijni là một loài nhện trong họ Dysderidae.
Loài này thuộc chi Folkia. Folkia boudewijni được Christa Deeleman-Reinhold miêu tả năm 1993.